# Medina de las Torres
Medina de las Torres je španělská obec situovaná v provincii Badajoz (autonomní společenství Extremadura).

## Poloha
Obec je vzdálena 9 km od Zafry a 67 km od města Badajoz. Patří do okresu Zafra - Río Bodión a soudního okresu Zafra. Obcí prochází římská cesta Vía de la Plata ze Sevilly do Gijónu.

## Historie
Nynější jméno obce pochází z dob arabské nadvlády. V roce 1834 se obec stává součástí soudního okresu Zafra. V roce 1842 čítala obec 610 usedlostí a 2360 obyvatel.

## Odkazy

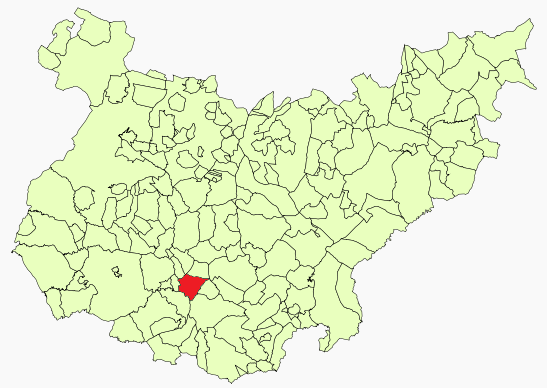
Poloha obce v provincii Badajoz

## Demografie
| Populace obce Medina de las Torres z let (1842–2010) | Populace obce Medina de las Torres z let (1842–2010) | Populace obce Medina de las Torres z let (1842–2010) | Populace obce Medina de las Torres z let (1842–2010) | Populace obce Medina de las Torres z let (1842–2010) | Populace obce Medina de las Torres z let (1842–2010) | Populace obce Medina de las Torres z let (1842–2010) | Populace obce Medina de las Torres z let (1842–2010) | Populace obce Medina de las Torres z let (1842–2010) | Populace obce Medina de las Torres z let (1842–2010) | Populace obce Medina de las Torres z let (1842–2010) | Populace obce Medina de las Torres z let (1842–2010) | Populace obce Medina de las Torres z let (1842–2010) | Populace obce Medina de las Torres z let (1842–2010) | Populace obce Medina de las Torres z let (1842–2010) | Populace obce Medina de las Torres z let (1842–2010) | Populace obce Medina de las Torres z let (1842–2010) | Populace obce Medina de las Torres z let (1842–2010) |
| ---------------------------------------------------- | ---------------------------------------------------- | ---------------------------------------------------- | ---------------------------------------------------- | ---------------------------------------------------- | ---------------------------------------------------- | ---------------------------------------------------- | ---------------------------------------------------- | ---------------------------------------------------- | ---------------------------------------------------- | ---------------------------------------------------- | ---------------------------------------------------- | ---------------------------------------------------- | ---------------------------------------------------- | ---------------------------------------------------- | ---------------------------------------------------- | ---------------------------------------------------- | ---------------------------------------------------- |
| 1842                                                 | 1857                                                 | 1860                                                 | 1877                                                 | 1887                                                 | 1897                                                 | 1900                                                 | 1910                                                 | 1920                                                 | 1930                                                 | 1940                                                 | 1950                                                 | 1960                                                 | 1970                                                 | 1981                                                 | 1991                                                 | 2001                                                 | 2010                                                 |
| 2 360                                                | 3 341                                                | 3 295                                                | 3 012                                                | 3 026                                                | 3 319                                                | 3 383                                                | 3 560                                                | 3 718                                                | 3 813                                                | 3 973                                                | 3 954                                                | 3 524                                                | 2 890                                                | 1 917                                                | 1 558                                                | 1 455                                                | 1 330                                                |